# Мельгар, Мариано
Мариано Мельгар (1791—1815) — перуанский поэт, переводчик и художник XIX века. Борец за независимость Перу. Один из основоположников национальной поэзии Перу. Один из самых выдающихся перуанских поэтов-романтиков.

## Биография
Брат Хосе Фабио Мельгар Вальдьесо. Получил образование при монастыре Сан-Франциско. Окончил духовную семинарию Сан-Херонимо.
В 1811 году отправился в Лиму, чтобы изучать право. Был хорошо образован в области истории, географии, философии и математики.
В 1814 году примкнул к национально-освободительному движению. Принимал участие в битве с Апакетой при Арекипе, битве при Умачири, в которой Мельгар проявил мужество, командуя артиллерией революционной армии. Патриоты были побеждены, захвачен в плен и брошены в тюрьму, в том числе и молодой Мельгар.
Расстрелян испанцами.

## Творчество
Начал литературную деятельность с подражания поэтам-неоклассикам, переводил античных авторов. Позже обратился к местному фольклору и впервые на испанском языке воспроизвёл оригинальные поэтические жанры индейцев кечуа ‒ басни и ярави (лирические миниатюры любовного содержания). Элементы социальной критики в баснях М. Мельгара, свежесть и демократичность языковых средств, попытки синтезировать «книжную» и «народную» традиции делают его одним из основоположников национальной поэзии Перу.

## Избранные произведения
- Poesías, Lima, 187 (в рус. переводе ‒ Ярави, Каменотес и мул, в сборнике: Солдаты свободы, М., 1963).